# 普萊森特希爾 (阿肯色州斯科特縣)
普萊森特希爾（英語：Pleasant Hill）是位於美國阿肯色州斯科特縣的一個非建制地區。該地的面積和人口皆未知。

## 地理
普萊森特希爾的座標為34°54′16″N 94°07′26″W / 34.90444°N 94.12389°W，而該地的平均海拔高度為209米（即686英尺）。